# Комсомольско-Молодёжный
Комсомольско-Молодёжный — упразднённый рабочий посёлок в Мамско-Чуйском районе Иркутской области России. Исключен из учётных данных 1 апреля 1976 г.

## География
Располагался на правом берегу р. Мама (приток Витима), в 110 км к югу от рабочего посёлка Мама.

## История
Посёлок возник в связи с добычей и обработкой слюды-мусковита в данном районе.
Решением исполнительного комитета Иркутского областного Совета депутатов трудящихся от 28 июня 1968 года населённый пункт Комсомольско-Молодежный Мамско-Чуйского района отнесен к категории рабочих поселков, с сохранением за ним прежнего наименования.
Решением Исполнительного комитета Иркутского областного Совета депутатов трудящихся от 1 апреля 1976 года исключен из учётных данных рабочий посёлок Комсомольско-Молодежный Мамско-Чуйского района в связи с выездом из него всего населения.

## Население
По переписи 1970 г. в посёлке проживало 876 человек, в том числе 522 мужчины и 354 женщины.